# Pol (község)
Pol egy község Spanyolországban, Lugo tartományban. Pol Castro de Rei, A Pastoriza, Meira, Ribeira de Piquín, Baleira és Castroverde községekkel határos. Lakosainak száma 1542 fő (2024).

## Népesség
A település népessége az elmúlt években az alábbi módon változott:
| Lakosok száma | 2126 | 1999 | 1913 | 1865 | 1794 | 1738 | 1663 | 1609 | 1612 | 1542 |
|               | 2001 | 2004 | 2007 | 2009 | 2012 | 2014 | 2017 | 2019 | 2022 | 2024 |